# Pradalunga
Pradalunga é uma comuna italiana da região da Lombardia, província de Bérgamo, com cerca de 4.445 habitantes. Estende-se por uma área de 8,6 km², tendo uma densidade populacional de 516 hab/km². Faz fronteira com Albino, Cenate Sopra, Nembro, Scanzorosciate.

## Demografia
| Variação demográfica do município entre 1861 e 2011                               |
|                                                                                   |
| Fonte: Istituto Nazionale di Statistica (ISTAT) - Elaboração gráfica da Wikipedia |